# Rollet-Insel
Die Rollet-Insel (französisch Île Rollet de l’Isle, in Chile Isla Montaner) ist eine kleine Insel im Wilhelm-Archipel westlich der Antarktischen Halbinsel. In der Gruppe der Dannebrog-Inseln liegt sie 1,5 km nördlich des nordwestlichen Teils der Booth-Insel.
Teilnehmer der Vierten Französischen Antarktisexpedition (1903–1905) unter der Leitung des Polarforschers Jean-Baptiste Charcot kartierten sie. Charcot benannte sie nach dem französischen Hydrographen Charles Dominique Maurice Rollet de l’Isle (1859–1943). Namensgeber der chilenischen Benennung ist der Hydrograph Ricardo Montaner Sepúlveda, Teilnehmer an der 25. Chilenische Antarktisexpedition (1970–1971). 